# Олифант, Трэвис
Трэвис Олифант — американский специалист по науке о данных и бизнесмен. Он со-основатель NumFOCUS, Организация 501(c)(3) в США, и входит в её консультативный совет. Он также  основатель технологического стартапа Anaconda (ранее Continuum Analytics). Кроме того, Трэвис является основным создателем NumPy и одним из основателей пакета SciPy для языка программирования Python. Автор книги "Guide to NumPy".